# Řád za chrabrost (Kamerun)
Řád za chrabrost (francouzsky Ordre de la Valeur) je nejvyšší státní vyznamenání Kamerunské republiky. Založen byl roku 1957 a udílen je za službu státu.

## Historie a pravidla udílení
Řád byl založen roku 1957 a udílen je za služby státu. Nejvyšší třída velkostuhy se udílí hlavám cizích států v souladu s diplomatickým protokolem na znamení přátelství mezi zeměmi. V roce 1961 byl status řádu upraven. Dne 30. listopadu 1972 byl přijat zákon N° 72/24 O kamerunských státních vyznamenáních, kterým se měnil i status tohoto řádu. Počet osob, která mohou během jednoho roku vyznamenání získat je omezen na 200 a slavnostní předávání ocenění je 20. května.

## Třídy
Řád je udílen v sedmi třídách:
- velkostuha
- řetěz
- vekokříž
- velkodůstojník
- komtur
- důstojník
- rytíř

velkokříž
velkodůstojník
komtur
důstojník
rytíř

## Insignie
Řádový odznak má tvar zlaté pěticípé hvězdy s cípy pokrytými bílým smaltem a zakončenými kuličkami do nichž jsou vloženy leštěné rubíny. Uprostřed hvězdy je zlatý kulatý medailon. V něm je vyobrazen trojúhelník po stranách doprovázený dvěma pěticípými hvězdami. Od roku 1972 je hvězda pouze jedna umístěná nad vrcholem a do středu trojúhelníku jsou vsazeny dva rubíny. Pod trojúhelníkem je rok, kterým byl původně 1957, později 1961 a nakonec 1972. Při vnějším okraji je v horní části nápis ETAT DU CAMEROUN, který byl průběžně měněn dle změn oficiálního pojmenování kamerunského státu. Zadní strana odznaku je matná s medailonem uprostřed. V medailonu je obrysová mapa Kamerunu. Při vnějším okraji je nápis ve francouzštině PAIX • TRAVAIL • PATRIE. Ke stuze je odznak připojen pomocí přechodového prvku ve tvaru zlatého věnce, který se skládá ze dvou olivových větví s plody.
Řádová hvězda je pěticípá, skládající se z mnoha paprsků. Uprostřed je umístěn řádový odznak.
Stuha řádu byla do roku 1972 tvořena třemi stejně širokými pruhy v barvě zelené, červené a žluté, které odpovídaly barvám státním vlajky. Od roku 1972 je stuha červená.